# Ola By Rise
Ola By Rise (Trondheim, 14 november 1960) is een voormalig betaald voetballer uit Noorwegen die speelde als doelman. Hij kwam zijn gehele carrière uit voor Rosenborg BK en beëindigde zijn loopbaan in 1995. Nadien was hij actief als voetbaltrainer.

## Clubcarrière
By Rise speelde 349 competitieduels voor Rosenborg. Met die club won hij zeven keer de Noorse landstitel en vier keer de Noorse beker.

## Interlandcarrière
Onder leiding van bondscoach Tor Røste Fossen maakte By Rise zijn debuut voor het Noors voetbalelftal op 20 december 1984 in de vriendschappelijke wedstrijd tegen Egypte (0-1) in Ismaïlia. By Rise speelde in totaal 25 officiële interlands voor zijn vaderland. Hij nam met zijn vaderland deel aan het WK voetbal 1994 in de Verenigde Staten, maar kwam daar niet in actie. Zijn voornaamste concurrenten bij de nationale ploeg waren Erik Thorstvedt en Frode Grodås.

## Erelijst
Rosenborg BK
- Tippeligaen

1985, 1988, 1990, 1992, 1993, 1994, 1995
- Noorse beker

1988, 1990, 1992, 1995